# Marwitzia dichocrocis
Marwitzia dichocrocis là một loài bướm đêm trong họ Crambidae.